# Imperadores do Sol
A Sociedade Recreativa Escola de Samba Imperadores do Sol é uma escola de samba do carnaval de Uruguaiana. 

## História
Suas cores são o verde, vermelho e amarelo, tendo como símbolo um Sol. Sua sede está localizada na Rua José Garibaldi, no Bairro Rui Ramos.

## Segmentos

### Presidentes
| Nome               | Mandato | Ref.  |
| ------------------ | ------- | ----- |
| José Pinto Sarquiz | ? - ?   | [ 1 ] |

## Carnavais
| Ano                                   | Colocação   | Grupo    | Enredo                                                                           | Ref.          |
| ------------------------------------- | ----------- | -------- | -------------------------------------------------------------------------------- | ------------- |
| 2009                                  | Campeã      | 2º       |                                                                                  | [ 3 ]         |
| 2010                                  | 6º lugar    | 1º       | O Fantástico Festival Folclórico de Parintins.                                   |               |
| 2011                                  | 8º lugar    | 1º       | Da Música à Dança: Uma Paixão que Encanta.                                       | [ 4 ]         |
| 2012                                  | Campeã      | 2º       | Uruguaiana, Coração Aberto - 100 Anos de Carnaval                                | [ 5 ] [ 6 ]   |
| 2013                                  | Vice-campeã | Acesso   | Imperadores Viaja Junto à MPB e Sonha com Samba no Pé                            | [ 7 ] [ 8 ]   |
| 2014                                  | 3º lugar    | Acesso   | São Jorge, Axé! Imperadores... Uma Questão de Fé!                                | [ 9 ]         |
| 2015                                  | 3º lugar    | Acesso   | Da Luz Divina aos Mistérios da Vida, Imperadores traz a fé para a Avenida        | [ 10 ]        |
| 2016                                  | Campeã      | Acesso   | Paixão Nacional                                                                  | [ 11 ] [ 12 ] |
| 2017                                  | 5º lugar    | Especial | Rainha dos Céus, Mãe dos Homens: Aparecida do Brasil.                            | [ 13 ] [ 14 ] |
| 2018                                  | 5º lugar    | Especial | Ixé Aruana - O Triunfo da Criação                                                | [ 15 ] [ 16 ] |
| 2019                                  | 3º lugar    | Especial | Balangandãs - A Magia da Sorte, O Espanto do Mal e O Brilho das Estrelas         | [ 17 ] [ 18 ] |
| 2020                                  | 3º lugar    | Especial | No Baticum da Bateria… O Corpo Balança, a Pele Arrepia!                          | [ 19 ] [ 20 ] |
| Não ocorreram desfiles em 2021 e 2022 |             |          |                                                                                  |               |
| 2023                                  | 3º lugar    | Especial | Força da Vida, Ouro da Terra                                                     | [ 22 ]        |
| 2024                                  | 3º lugar    | Especial | Jorge D'Ogunhê - O Encontro do Santo Guerreiro com o Orixá das Sagradas Batalhas | [ 23 ]        |
| 2025                                  | Campeã      | Especial | Memória das Águas - A Alma Gaúcha Que Emerge Entre Rios                          |               |

## Títulos
| Títulos da Imperadores do Sol | Títulos da Imperadores do Sol | Títulos da Imperadores do Sol |
| Divisão                       | Títulos                       | Carnavais                     |
| ----------------------------- | ----------------------------- | ----------------------------- |
| Grupo Especial                | 1                             | 2025                          |
| Grupo de Acesso               | 3                             | 2009, 2012 e 2016             |